# Lista siturilor arheologice din județul Constanța - A
Lista siturilor arheologice din județul Constanța - A conține toate siturile arheologice din județul Constanța înscrise în Repertoriul Arheologic Național (RAN) și aflate în localități al căror nume începe cu litera A. RAN este administrat de Ministerul Culturii și Patrimoniului Național și cuprinde date științifice, cartografice, topografice, imagini și planuri, precum și orice alte informații privitoare la zonele cu potențial arheologic, studiate sau nu, încă existente sau dispărute.
Puteți căuta un sit din localitățile care încep cu litera A folosind formularul de mai jos sau puteți naviga prin toate siturile din județ la Lista siturilor arheologice din județul Constanța.
| Cod RAN                                  | Denumire | Localitate                      | Adresă                      | Datare                                         | Descoperit | Coordonate                                    | Imagine           | Erori            |
| ---------------------------------------- | --- | ------------------------------- | --------------------------- | ---------------------------------------------- | ---------- | --------------------------------------------- | ----------------- | ---------------- |
| 60892.03.01                              | Tumulul din epoca romană de la Adamclisi / ansamblu Tumul roman (Categorie: descoperire funerară) (Tip: Tumul)                                                               | sat Adamclisi, comuna Adamclisi |                             | sec. II                                        |            | 44°06′13″N 27°57′19″E / 44.10358°N 27.95519°E | Încărcați imagine | Raportați eroare |
| 60892.04.01                              | Altarul funerar roman de la Adamclisi / ansamblu Altarul roman de la Adamclisi (Categorie: descoperire funerară) (Tip: Altar funerar)                                        | sat Adamclisi, comuna Adamclisi |                             | sec. II                                        |            | 44°06′12″N 27°57′30″E / 44.1032°N 27.95842°E  | Încărcați imagine | Raportați eroare |
| 60892.05.01 (Cod LMI: CT-I-s-B-02568)    | Necropola Latène de la Adamclisi / ansamblu anonim (Categorie: descoperire funerară) (Tip: Necropolă)                                                                        | sat Adamclisi, comuna Adamclisi |                             | geto-dacică sec. V - IV a. Chr.                |            | 44°05′21″N 27°57′45″E / 44.08917°N 27.9625°E  | Încărcați imagine | Raportați eroare |
| 60892.06.01 (Cod LMI: CT-I-s-B-02569)    | Așezarea medievală de la Adamclisi / ansamblu anonim (Categorie: locuire civilă) (Tip: Așezare)                                                                              | sat Adamclisi, comuna Adamclisi |                             | sec.VIII-X                                     |            | 44°05′33″N 27°56′23″E / 44.0925°N 27.93972°E  | Încărcați imagine | Raportați eroare |
| 60892.07.01                              | Necropola și basilica romano-bizantină de la Adamclisi / ansamblu anonim (Categorie: descoperire funerară) (Tip: Necropolă)                                                  | sat Adamclisi, comuna Adamclisi |                             | sec. V-VI                                      |            | 44°05′52″N 27°56′48″E / 44.09767°N 27.94664°E | Încărcați imagine | Raportați eroare |
| 60892.07.02                              | Necropola și basilica romano-bizantină de la Adamclisi / ansamblu anonim (Categorie: descoperire funerară) (Tip: Basilica)                                                   | sat Adamclisi, comuna Adamclisi |                             | sec. V-VI                                      |            | 44°05′52″N 27°56′48″E / 44.09767°N 27.94664°E | Încărcați imagine | Raportați eroare |
| 60892.01.02 (Cod LMI: CT-I-m-B-02567.04) | Ansamblul de apeducte romane de la Adamclisi / ansamblu Ansamblu de apeducte (Categorie: construcție) (Tip: arc de apeduct)                                                  | sat Adamclisi, comuna Adamclisi |                             | sec. II - III                                  |            |                                               | Încărcați imagine | Raportați eroare |
| 60892.01.01                              | Ansamblul de apeducte romane de la Adamclisi / ansamblu Ansamblu de apeducte Valea Cetatii (Categorie: construcție) (Tip: Apeduct)                                           | sat Adamclisi, comuna Adamclisi |                             | sec.II-III                                     |            |                                               | Încărcați imagine | Raportați eroare |
| 60892.01.03                              | Ansamblul de apeducte romane de la Adamclisi / ansamblu bazin de decantare (Categorie: construcție) (Tip: Apeduct)                                                           | sat Adamclisi, comuna Adamclisi |                             | sec. II-III                                    |            |                                               | Încărcați imagine | Raportați eroare |
| 60892.09.01 (Cod LMI: CT-I-s-B-02571)    | Așezarea medievală de la Adamclisi / ansamblu anonim (Categorie: locuire civilă) (Tip: Așezare)                                                                              | sat Adamclisi, comuna Adamclisi |                             | sec. VIII-X                                    |            | 44°05′29″N 27°57′01″E / 44.09139°N 27.95028°E | Încărcați imagine | Raportați eroare |
| 60892.10.01 (Cod LMI: CT-I-m-A-02567.08) | Termele de la Adamclisi - Poarta de vest a cetății / ansamblu Termele cetății (Categorie: construcție) (Tip: Terme)                                                          | sat Adamclisi, comuna Adamclisi | Poarta de vest a cetății    | sec. I                                         |            | 44°05′31″N 27°56′30″E / 44.09195°N 27.94167°E | Încărcați imagine | Raportați eroare |
| 60892.10.02 (Cod LMI: CT-I-m-A-02567.09) | Termele de la Adamclisi - Poarta de vest a cetății / ansamblu Locuințe extramurale (Categorie: construcție) (Tip: Locuire)                                                   | sat Adamclisi, comuna Adamclisi | Poarta de vest a cetății    | sec. I                                         |            | 44°05′31″N 27°56′30″E / 44.09195°N 27.94167°E | Încărcați imagine | Raportați eroare |
| 60892.11.01 (Cod LMI: CT-I-s-A-02572)    | Grup de tumuli de la Adamclisi / ansamblu anonim (Categorie: descoperire funerară) (Tip: Grup de tumuli)                                                                     | sat Adamclisi, comuna Adamclisi |                             | sec. IV a. Chr.-sec. III p. Chr.               |            | 44°05′15″N 27°57′53″E / 44.08747°N 27.96475°E | Încărcați imagine | Raportați eroare |
| 63269.01.01 (Cod LMI: CT-I-m-B-02573.01) | Situl arheologic de la Agigea / ansamblu anonim (Categorie: locuire civilă) (Tip: Așezare)                                                                                   | sat Agigea, comuna Agigea       |                             | sec. III-I a. Chr.                             |            |                                               | Încărcați imagine | Raportați eroare |
| 63269.01.02 (Cod LMI: CT-I-m-B-02573.02) | Situl arheologic de la Agigea / ansamblu anonim (Categorie: locuire civilă) (Tip: Așezare)                                                                                   | sat Agigea, comuna Agigea       |                             | sec. I a. Chr.                                 |            |                                               | Încărcați imagine | Raportați eroare |
| 63269.02 (Cod LMI: CT-I-s-A-02574)       | Grup de tumuli de la Agigea (Categorie: descoperire funerară) (Tip: tumul)                                                                                                   | sat Agigea, comuna Agigea       |                             | sec. III - I a. Chr.                           |            | 44°04′26″N 28°33′22″E / 44.07382°N 28.55608°E | Încărcați imagine | Raportați eroare |
| 63269.02.01 (Cod LMI: CT-I-s-A-02574)    | Grup de tumuli de la Agigea / ansamblu anonim (Categorie: descoperire funerară) (Tip: Grup de tumuli)                                                                        | sat Agigea, comuna Agigea       |                             | sec. III - I a. Chr.                           |            | 44°04′26″N 28°33′22″E / 44.07382°N 28.55608°E | Încărcați imagine | Raportați eroare |
| 63269.03.01 (Cod LMI: CT-I-s-B-02575)    | Situl arheologic de la Agigea / ansamblu anonim (Categorie: locuire civilă) (Tip: Așezare)                                                                                   | sat Agigea, comuna Agigea       |                             |                                                |            |                                               | Încărcați imagine | Raportați eroare |
| 63269.03.02 (Cod LMI: CT-I-s-B-02575)    | Situl arheologic de la Agigea / ansamblu anonim (Categorie: locuire civilă) (Tip: Așezare)                                                                                   | sat Agigea, comuna Agigea       |                             |                                                |            |                                               | Încărcați imagine | Raportați eroare |
| 63269.03.03 (Cod LMI: CT-I-s-B-02575)    | Situl arheologic de la Agigea / ansamblu anonim (Categorie: locuire civilă) (Tip: Așezare)                                                                                   | sat Agigea, comuna Agigea       |                             |                                                |            |                                               | Încărcați imagine | Raportați eroare |
| 63269.03.04 (Cod LMI: CT-I-s-B-02575)    | Situl arheologic de la Agigea / ansamblu anonim (Categorie: locuire civilă) (Tip: Așezare)                                                                                   | sat Agigea, comuna Agigea       |                             |                                                |            |                                               | Încărcați imagine | Raportați eroare |
| 63269.04.01 (Cod LMI: CT-I-s-B-02576)    | Așezarea medievală de la Agigea / ansamblu anonim (Categorie: locuire civilă) (Tip: Așezare)                                                                                 | sat Agigea, comuna Agigea       |                             | sec. IX-XI                                     |            |                                               | Încărcați imagine | Raportați eroare |
| 60954.02.01 (Cod LMI: CT-I-s-B-02578)    | Așezarea elenistică de la Albești - "Căscaia" / ansamblu anonim (Categorie: locuire civilă) (Tip: Așezare fortificată)                                                       | sat Albești, comuna Albești     | Căscaia                     | greacă sec. IV - I a. Chr.                     |            |                                               | Încărcați imagine | Raportați eroare |
| 60954.03.01 (Cod LMI: CT-I-s-A-02579)    | Fortificația elenistică de la Albești - "Dealul Albești" / ansamblu anonim (Categorie: fortificație) (Tip: Fortificație)                                                     | sat Albești, comuna Albești     | Dealul Albești              | Albești - II sec. IV - I a. Chr.               |            | 43°48′10″N 28°24′24″E / 43.80278°N 28.40667°E | Încărcați imagine | Raportați eroare |
| 60954.04.01 (Cod LMI: CT-I-m-B-02580.02) | Villa rustica și așezarea romană de la Albești / ansamblu anonim (Categorie: locuire civilă) (Tip: Villa rustica)                                                            | sat Albești, comuna Albești     |                             | sec. II-IV                                     |            |                                               | Încărcați imagine | Raportați eroare |
| 60954.04.02 (Cod LMI: CT-I-m-B-02580.01) | Villa rustica și așezarea romană de la Albești / ansamblu anonim (Categorie: locuire civilă) (Tip: Așezare)                                                                  | sat Albești, comuna Albești     |                             | sec. II-IV                                     |            |                                               | Încărcați imagine | Raportați eroare |
| 60954.05.01 (Cod LMI: CT-I-s-A-02581)    | Tumulii de la Albești / ansamblu anonim (Categorie: descoperire funerară) (Tip: Grup de tumuli)                                                                              | sat Albești, comuna Albești     |                             | sec. IV-II a. Chr.                             |            | 43°48′50″N 28°25′42″E / 43.81394°N 28.42827°E | Încărcați imagine | Raportați eroare |
| 60954.06.01 (Cod LMI: CT-I-s-B-02582)    | Sanctuarul Latene de la Albești / ansamblu anonim (Categorie: structură de cult/religioasă) (Tip: Sanctuar)                                                                  | sat Albești, comuna Albești     |                             |                                                |            |                                               | Încărcați imagine | Raportați eroare |
| 60954.07.01 (Cod LMI: CT-I-s-B-02583)    | Situl arheologic de la Albești / ansamblu anonim (Categorie: locuire civilă) (Tip: Așezare fortificată)                                                                      | sat Albești, comuna Albești     |                             | sec. IV a. Chr.-sec. I p. Chr.                 |            |                                               | Încărcați imagine | Raportați eroare |
| 60954.07.02 (Cod LMI: CT-I-s-B-02583)    | Situl arheologic de la Albești / ansamblu anonim (Categorie: locuire civilă) (Tip: Așezare fortificată)                                                                      | sat Albești, comuna Albești     |                             | sec. I-II                                      |            |                                               | Încărcați imagine | Raportați eroare |
| 60954.08.01 (Cod LMI: CT-I-s-B-02584)    | Fortificația elenistică de la Albești / ansamblu anonim (Categorie: locuire) (Tip: Fortificație)                                                                             | sat Albești, comuna Albești     |                             | sec. IV-I a. Chr.                              |            |                                               | Încărcați imagine | Raportați eroare |
| 61014.01.01 (Cod LMI: CT-I-s-A-20171)    | Tumuli de la Aliman / ansamblu anonim (Categorie: descoperire funerară) (Tip: Grup de tumuli)                                                                                | sat Aliman, comuna Aliman       |                             | sec. I-III                                     |            | 44°11′10″N 27°50′51″E / 44.18602°N 27.84757°E | Încărcați imagine | Raportați eroare |
| 60954.01.01 (Cod LMI: CT-I-s-A-02577)    | Situl arheologic de la Albești - La Cetate / ansamblu anonim (Categorie: locuire civilă) (Tip: Așezare)                                                                      | sat Albești, comuna Albești     | La Cetate                   | geto-dacică sec.IV-II î.Chr.                   |            | 43°47′49″N 28°24′38″E / 43.79694°N 28.41055°E | Încărcați imagine | Raportați eroare |
| 60954.01.01 (Cod LMI: CT-I-s-A-02577)    | Situl arheologic de la Albești - La Cetate / complex anonim (Categorie: locuire civilă) (Tip: locuință)                                                                      | sat Albești, comuna Albești     | La Cetate                   | sec. III a. Chr.                               |            | 43°47′49″N 28°24′38″E / 43.79694°N 28.41055°E | Încărcați imagine | Raportați eroare |
| 60954.01.02 (Cod LMI: CT-I-s-A-02577)    | Situl arheologic de la Albești - La Cetate / ansamblu anonim (Categorie: locuire civilă) (Tip: Așezare fortificată)                                                          | sat Albești, comuna Albești     | La Cetate                   | sec. III a. Chr                                |            | 43°47′49″N 28°24′38″E / 43.79694°N 28.41055°E | Încărcați imagine | Raportați eroare |
| 60892.02.01                              | Monumentul triumfal Tropaeum Traiani / ansamblu Monumentul triumfal Tropaeum Traiani (zona extramuros a părții de vest) (Categorie: construcție) (Tip: Monument comemorativ) | sat Adamclisi, comuna Adamclisi |                             | sec. II                                        |            | 44°06′08″N 27°57′20″E / 44.10228°N 27.95542°E | Încărcați imagine | Raportați eroare |
| 61014.02.01                              | Situl arheologic "Adâncata I" de pe raza comunei Aliman - "Dealul Cișmelei" / ansamblu anonim (Categorie: locuire civilă) (Tip: Așezare)                                     | sat Aliman, comuna Aliman       | Dealul Cișmelei             | elenistică                                     |            |                                               | Încărcați imagine | Raportați eroare |
| 61014.02.02                              | Situl arheologic "Adâncata I" de pe raza comunei Aliman - "Dealul Cișmelei" / ansamblu anonim (Categorie: locuire civilă) (Tip: Așezare)                                     | sat Aliman, comuna Aliman       | Dealul Cișmelei             |                                                |            |                                               | Încărcați imagine | Raportați eroare |
| 61014.03.01                              | Situl arheologic de la Aliman- "Adâncata II" / ansamblu anonim (Categorie: locuire civilă) (Tip: Așezare)                                                                    | sat Aliman, comuna Aliman       | Adâncata II                 | elenistică sec.V-II a.Ch.                      |            |                                               | Încărcați imagine | Raportați eroare |
| 61014.03.02                              | Situl arheologic de la Aliman- "Adâncata II" / ansamblu anonim (Categorie: locuire civilă) (Tip: Așezare)                                                                    | sat Aliman, comuna Aliman       | Adâncata II                 |                                                |            |                                               | Încărcați imagine | Raportați eroare |
| 61014.04.01                              | Tumulul din zona de nord a așezării "Adâncata I" - pe raza comunei Aliman / ansamblu anonim (Categorie: descoperire funerară) (Tip: Tumul)                                   | sat Aliman, comuna Aliman       |                             | getică sec. VI-V a. Chr                        |            |                                               | Încărcați imagine | Raportați eroare |
| 60892.12.01                              | Situl arheologic de la Adamclisi / ansamblu Apeductul de la Șipote (Categorie: construcție) (Tip: Apeduct)                                                                   | sat Adamclisi, comuna Adamclisi |                             | sec. IV                                        |            | 44°03′59″N 27°57′26″E / 44.06625°N 27.95736°E | Încărcați imagine | Raportați eroare |
| 60892.12.02                              | Situl arheologic de la Adamclisi / ansamblu anonim (Categorie: construcție) (Tip: Mormânt)                                                                                   | sat Adamclisi, comuna Adamclisi |                             | romană sec. IV e. n                            |            | 44°03′59″N 27°57′26″E / 44.06625°N 27.95736°E | Încărcați imagine | Raportați eroare |
| 60892.13.01                              | Situl arheologic de la Adamclisi - Ispanaru / ansamblu anonim (Categorie: locuire civilă) (Tip: Apeduct)                                                                     | sat Adamclisi, comuna Adamclisi | Ispanaru                    |                                                |            | 44°07′32″N 27°55′56″E / 44.12547°N 27.93225°E | Încărcați imagine | Raportați eroare |
| 60892.13.02                              | Situl arheologic de la Adamclisi - Ispanaru / ansamblu anonim (Categorie: locuire civilă) (Tip: Așezare)                                                                     | sat Adamclisi, comuna Adamclisi | Ispanaru                    |                                                |            | 44°07′32″N 27°55′56″E / 44.12547°N 27.93225°E | Încărcați imagine | Raportați eroare |
| 60892.13.03                              | Situl arheologic de la Adamclisi - Ispanaru / ansamblu anonim (Categorie: locuire civilă) (Tip: Așezare)                                                                     | sat Adamclisi, comuna Adamclisi | Ispanaru                    |                                                |            | 44°07′32″N 27°55′56″E / 44.12547°N 27.93225°E | Încărcați imagine | Raportați eroare |
| 60892.13.04                              | Situl arheologic de la Adamclisi - Ispanaru / ansamblu anonim (Categorie: locuire civilă) (Tip: Așezare)                                                                     | sat Adamclisi, comuna Adamclisi | Ispanaru                    |                                                |            | 44°07′32″N 27°55′56″E / 44.12547°N 27.93225°E | Încărcați imagine | Raportați eroare |
| 60892.13.05                              | Situl arheologic de la Adamclisi - Ispanaru / ansamblu anonim (Categorie: locuire civilă) (Tip: Așezare)                                                                     | sat Adamclisi, comuna Adamclisi | Ispanaru                    |                                                |            | 44°07′32″N 27°55′56″E / 44.12547°N 27.93225°E | Încărcați imagine | Raportați eroare |
| 60892.13.06                              | Situl arheologic de la Adamclisi - Ispanaru / ansamblu Ispanaru (Categorie: locuire civilă) (Tip: Așezare)                                                                   | sat Adamclisi, comuna Adamclisi | Ispanaru                    |                                                |            | 44°07′32″N 27°55′56″E / 44.12547°N 27.93225°E | Încărcați imagine | Raportați eroare |
| 60892.08.01                              | Situl arheologic de la Adamclisi - Cetate Tropaeum Traiani / ansamblu anonim (Categorie: locuire) (Tip: Cetate)                                                              | sat Adamclisi, comuna Adamclisi | Cetate                      | romano-bizantina sec.I-VII                     |            | 44°05′31″N 27°56′40″E / 44.09208°N 27.94444°E | Încărcați imagine | Raportați eroare |
| 60892.08.02                              | Situl arheologic de la Adamclisi - Cetate Tropaeum Traiani / ansamblu anonim (Categorie: locuire) (Tip: Așezare)                                                             | sat Adamclisi, comuna Adamclisi | Cetate                      | sec. IV-III a.Ch.                              |            | 44°05′31″N 27°56′40″E / 44.09208°N 27.94444°E | Încărcați imagine | Raportați eroare |
| 60892.08.03                              | Situl arheologic de la Adamclisi - Cetate Tropaeum Traiani / ansamblu anonim (Categorie: locuire) (Tip: Așezare)                                                             | sat Adamclisi, comuna Adamclisi | Cetate                      |                                                |            | 44°05′31″N 27°56′40″E / 44.09208°N 27.94444°E | Încărcați imagine | Raportați eroare |
| 60892.08.04                              | Situl arheologic de la Adamclisi - Cetate Tropaeum Traiani / ansamblu anonim (Categorie: locuire) (Tip: Turnuri)                                                             | sat Adamclisi, comuna Adamclisi | Cetate                      |                                                |            | 44°05′31″N 27°56′40″E / 44.09208°N 27.94444°E | Încărcați imagine | Raportați eroare |
| 60892.08.05                              | Situl arheologic de la Adamclisi - Cetate Tropaeum Traiani / ansamblu Basilica A (simpla) (Categorie: locuire) (Tip: Basilica)                                               | sat Adamclisi, comuna Adamclisi | Cetate                      | romano-bizantina sec. IV-VI                    |            | 44°05′31″N 27°56′40″E / 44.09208°N 27.94444°E | Încărcați imagine | Raportați eroare |
| 60892.08.06                              | Situl arheologic de la Adamclisi - Cetate Tropaeum Traiani / ansamblu Basilica B (de marmura) de la Tropaeum Traiani (Categorie: locuire) (Tip: Basilica)                    | sat Adamclisi, comuna Adamclisi | Cetate                      | romano-bizantina sec. IV-VI                    |            | 44°05′31″N 27°56′40″E / 44.09208°N 27.94444°E | Încărcați imagine | Raportați eroare |
| 60892.08.07                              | Situl arheologic de la Adamclisi - Cetate Tropaeum Traiani / ansamblu Basilica C (cisterna) de la Tropaeum Traiani (Categorie: locuire) (Tip: Basilica)                      | sat Adamclisi, comuna Adamclisi | Cetate                      | romano-bizantina sec. VI                       |            | 44°05′31″N 27°56′40″E / 44.09208°N 27.94444°E | Încărcați imagine | Raportați eroare |
| 60892.08.08                              | Situl arheologic de la Adamclisi - Cetate Tropaeum Traiani / ansamblu Basilica D (cu transept) de la Tropaeum Traiani (Categorie: locuire) (Tip: Basilica)                   | sat Adamclisi, comuna Adamclisi | Cetate                      | romano-bizantina sec. VI                       |            | 44°05′31″N 27°56′40″E / 44.09208°N 27.94444°E | Încărcați imagine | Raportați eroare |
| 60963.01.01                              | Situl arheologic de la Arsa / ansamblu anonim (Categorie: așezare) (Tip: Așezare)                                                                                            | sat Arsa, comuna Albești        |                             | sec. VI-II î.e.n                               |            |                                               | Încărcați imagine | Raportați eroare |
| 61014.05.01                              | Mormântul de inhumație de la Aliman / ansamblu anonim (Categorie: descoperire funerară) (Tip: Mormânt de inhumație)                                                          | sat Aliman, comuna Aliman       |                             | getică sec. II-III P. Chr                      | 1953       |                                               | Încărcați imagine | Raportați eroare |
| 61014.05.01                              | Mormântul de inhumație de la Aliman / complex anonim (Categorie: descoperire funerară) (Tip: mormânt de inhumație)                                                           | sat Aliman, comuna Aliman       |                             |                                                | 1953       |                                               | Încărcați imagine | Raportați eroare |
| 63269.05                                 | Necropola de incinerație de la Agigea / ansamblu anonim (Categorie: descoperire funerară)                                                                                    | sat Agigea, comuna Agigea       |                             |                                                | 1972       |                                               | Încărcați imagine | Raportați eroare |
| 63269.05.01                              | Necropola de incinerație de la Agigea / ansamblu anonim (Categorie: descoperire funerară) (Tip: Necropolă de incinerație)                                                    | sat Agigea, comuna Agigea       |                             | sec. a 2 jumătate IV- începutul sec. III a.Chr | 1972       |                                               | Încărcați imagine | Raportați eroare |
| 60954.09.01                              | Așezarea Latene de la Albești-La Vie / ansamblu anonim (Categorie: așezare) (Tip: Așezare)                                                                                   | sat Albești, comuna Albești     | La Vie                      | getică sec. IV-III a. Chr                      |            |                                               | Încărcați imagine | Raportați eroare |
| 60954.10.01                              | Așezarea tardenoisiană de la Albești / ansamblu anonim (Categorie: așezare) (Tip: Așezare)                                                                                   | sat Albești, comuna Albești     |                             | tardenoisian                                   |            |                                               | Încărcați imagine | Raportați eroare |
| 61014.06.01                              | Așezarea Hamangia de la Aliman / ansamblu anonim (Categorie: așezare) (Tip: Așezare)                                                                                         | sat Aliman, comuna Aliman       |                             | Hamangia                                       |            |                                               | Încărcați imagine | Raportați eroare |
| 60892.14.01                              | Basilica extra muros de la Adamclisi / ansamblu basilica extra muros (Categorie: construcție de cult) (Tip: Basilica paleocreștină)                                          | sat Adamclisi, comuna Adamclisi | Cetate                      | romano-bizantina sec. IV-VI                    |            | 44°05′32″N 27°56′26″E / 44.09225°N 27.94058°E | Încărcați imagine | Raportați eroare |
| 60892.17.01                              | Fortificația anexă - cetatea Tropaeum Traiani de la Adamclisi / ansamblu Fortificatia anexa - cetatea Tropaeum Traiani (Categorie: fortificație) (Tip: Fortificație)         | sat Adamclisi, comuna Adamclisi |                             | romano-bizantina sec. IV-VII                   |            | 44°05′24″N 27°56′43″E / 44.09°N 27.94528°E    | Încărcați imagine | Raportați eroare |
| 60892.22.01                              | Situl arheologic de la Adamclisi - Platoul de Est / ansamblu asezarea preromana de la Adamclisi (Categorie: locuire) (Tip: asezare)                                          | sat Adamclisi, comuna Adamclisi | Adamclisi, punct Platou Est | Coslogeni                                      |            | 44°05′29″N 27°57′07″E / 44.09125°N 27.95181°E | Încărcați imagine | Raportați eroare |
| 60892.22.02                              | Situl arheologic de la Adamclisi - Platoul de Est / ansamblu mormant medieval timpuriu de inhumatie Adamclisi (Categorie: locuire) (Tip: Mormânt de inhumație)               | sat Adamclisi, comuna Adamclisi | Adamclisi, punct Platou Est | sec. VIII-X                                    |            | 44°05′29″N 27°57′07″E / 44.09125°N 27.95181°E | Încărcați imagine | Raportați eroare |
| 60892.22.03                              | Situl arheologic de la Adamclisi - Platoul de Est / ansamblu anonim (Categorie: locuire) (Tip: Așezare)                                                                      | sat Adamclisi, comuna Adamclisi | Adamclisi, punct Platou Est |                                                |            | 44°05′29″N 27°57′07″E / 44.09125°N 27.95181°E | Încărcați imagine | Raportați eroare |
| 60892.22.04                              | Situl arheologic de la Adamclisi - Platoul de Est / ansamblu anonim (Categorie: locuire) (Tip: Apeduct)                                                                      | sat Adamclisi, comuna Adamclisi | Adamclisi, punct Platou Est |                                                |            | 44°05′29″N 27°57′07″E / 44.09125°N 27.95181°E | Încărcați imagine | Raportați eroare |
| 60892.22.05                              | Situl arheologic de la Adamclisi - Platoul de Est / ansamblu anonim (Categorie: locuire) (Tip: așezare)                                                                      | sat Adamclisi, comuna Adamclisi | Adamclisi, punct Platou Est |                                                |            | 44°05′29″N 27°57′07″E / 44.09125°N 27.95181°E | Încărcați imagine | Raportați eroare |
| 60892.22.06                              | Situl arheologic de la Adamclisi - Platoul de Est / ansamblu anonim (Categorie: locuire) (Tip: Locuire)                                                                      | sat Adamclisi, comuna Adamclisi | Adamclisi, punct Platou Est |                                                |            | 44°05′29″N 27°57′07″E / 44.09125°N 27.95181°E | Încărcați imagine | Raportați eroare |
| 60892.24.01                              | Mormântul de incinerație de la Adamclisi / ansamblu mormantul de incineratie de la Adamclisi (Categorie: mormânt incinerație) (Tip: mormânt incineratie)                     | sat Adamclisi, comuna Adamclisi | Mina de diatomita           | romană sec. II-III                             |            | 44°05′26″N 27°55′48″E / 44.0905°N 27.93006°E  | Încărcați imagine | Raportați eroare |
| 61014.07.01                              | Situl arheologic de la Aliman-Valea Adâncata / ansamblu anonim (Categorie: locuire) (Tip: așezare)                                                                           | sat Aliman, comuna Aliman       | Valea Adâncata              | Gumelnița                                      |            | 44°10′35″N 27°52′51″E / 44.17639°N 27.88083°E | Încărcați imagine | Raportați eroare |
| 61014.07.02                              | Situl arheologic de la Aliman-Valea Adâncata / ansamblu anonim (Categorie: locuire) (Tip: așezare)                                                                           | sat Aliman, comuna Aliman       | Valea Adâncata              | Hamangia                                       |            | 44°10′35″N 27°52′51″E / 44.17639°N 27.88083°E | Încărcați imagine | Raportați eroare |
| 61014.07.03                              | Situl arheologic de la Aliman-Valea Adâncata / ansamblu anonim (Categorie: locuire) (Tip: Locuire)                                                                           | sat Aliman, comuna Aliman       | Valea Adâncata              |                                                |            | 44°10′35″N 27°52′51″E / 44.17639°N 27.88083°E | Încărcați imagine | Raportați eroare |
| 61014.08.01                              | Situl arheologic din peștera de la Aliman-Valea Adâncata / ansamblu anonim (Categorie: locuire) (Tip: așezare)                                                               | sat Aliman, comuna Aliman       | Valea Adâncata-Peșteră      | Gumelnița                                      |            | 44°10′42″N 27°52′45″E / 44.17833°N 27.87917°E | Încărcați imagine | Raportați eroare |
| 61014.08.02                              | Situl arheologic din peștera de la Aliman-Valea Adâncata / ansamblu anonim (Categorie: locuire) (Tip: Locuire)                                                               | sat Aliman, comuna Aliman       | Valea Adâncata-Peșteră      |                                                |            | 44°10′42″N 27°52′45″E / 44.17833°N 27.87917°E | Încărcați imagine | Raportați eroare |
| 61014.09.01                              | Situl arheologic de la Aliman-Adâncata II-Valea Poluci / ansamblu anonim (Categorie: locuire) (Tip: așezare)                                                                 | sat Aliman, comuna Aliman       | Adâncata II-Valea Poluci    | Hamangia                                       |            | 44°08′43″N 27°53′10″E / 44.14528°N 27.88611°E | Încărcați imagine | Raportați eroare |
| 61014.09.02                              | Situl arheologic de la Aliman-Adâncata II-Valea Poluci / ansamblu anonim (Categorie: locuire) (Tip: așezare)                                                                 | sat Aliman, comuna Aliman       | Adâncata II-Valea Poluci    | Gumelnița                                      |            | 44°08′43″N 27°53′10″E / 44.14528°N 27.88611°E | Încărcați imagine | Raportați eroare |
| 61014.09.03                              | Situl arheologic de la Aliman-Adâncata II-Valea Poluci / ansamblu anonim (Categorie: locuire) (Tip: Locuire)                                                                 | sat Aliman, comuna Aliman       | Adâncata II-Valea Poluci    |                                                |            | 44°08′43″N 27°53′10″E / 44.14528°N 27.88611°E | Încărcați imagine | Raportați eroare |
| 61014.09.04                              | Situl arheologic de la Aliman-Adâncata II-Valea Poluci / ansamblu anonim (Categorie: locuire) (Tip: Locuire)                                                                 | sat Aliman, comuna Aliman       | Adâncata II-Valea Poluci    |                                                |            | 44°08′43″N 27°53′10″E / 44.14528°N 27.88611°E | Încărcați imagine | Raportați eroare |
| 61014.10.01                              | Situl arheologic de la Aliman-Balta Vederoasa / ansamblu anonim (Categorie: locuire) (Tip: Locuire)                                                                          | sat Aliman, comuna Aliman       | Balta Vederoasa             |                                                |            |                                               | Încărcați imagine | Raportați eroare |
| 61014.10.02                              | Situl arheologic de la Aliman-Balta Vederoasa / ansamblu anonim (Categorie: locuire) (Tip: Locuire)                                                                          | sat Aliman, comuna Aliman       | Balta Vederoasa             |                                                |            |                                               | Încărcați imagine | Raportați eroare |
| 61014.10.03                              | Situl arheologic de la Aliman-Balta Vederoasa / ansamblu anonim (Categorie: locuire) (Tip: Locuire)                                                                          | sat Aliman, comuna Aliman       | Balta Vederoasa             | Dridu                                          |            |                                               | Încărcați imagine | Raportați eroare |
| 61014.10.04                              | Situl arheologic de la Aliman-Balta Vederoasa / ansamblu anonim (Categorie: locuire) (Tip: Locuire)                                                                          | sat Aliman, comuna Aliman       | Balta Vederoasa             | Gumelnița                                      |            |                                               | Încărcați imagine | Raportați eroare |
| 62556.01.01                              | Situl arheologic de la Almălău-Lacul Bugeac / ansamblu anonim (Categorie: locuire) (Tip: Locuire)                                                                            | sat Almălău, comuna Ostrov      | Lacul Bugeac                | Gumelnița                                      |            | 44°04′31″N 27°23′33″E / 44.07528°N 27.3925°E  | Încărcați imagine | Raportați eroare |
| 62556.01.02                              | Situl arheologic de la Almălău-Lacul Bugeac / ansamblu anonim (Categorie: locuire) (Tip: așezare)                                                                            | sat Almălău, comuna Ostrov      | Lacul Bugeac                |                                                |            | 44°04′31″N 27°23′33″E / 44.07528°N 27.3925°E  | Încărcați imagine | Raportați eroare |
| 60963.02.01                              | Așezarea greco-romană de la Arsa / ansamblu anonim (Categorie: locuire) (Tip: Așezare)                                                                                       | sat Arsa, comuna Albești        |                             |                                                |            | 43°50′22″N 28°28′21″E / 43.83944°N 28.4725°E  | Încărcați imagine | Raportați eroare |
| 60892.25.01                              | Mormântul de inhumație de la Adamclisi / ansamblu anonim (Categorie: descoperire funerară) (Tip: Mormânt de inhumație)                                                       | sat Adamclisi, comuna Adamclisi |                             | sf. sec. V a.Chr. - prima 1/2 a sec. IV a.Chr. | 1961       |                                               | Încărcați imagine | Raportați eroare |